# Wilhelmine Loeper
Dorothee Luise Wilhelmine Loeper (auch Löper geschrieben; * 23. März 1822 in der Gemeinde Lichtenberg; † 18. Oktober 1842 ebenda) war eine Gutsbesitzerin. Zusammen mit ihren Familienmitgliedern Martin Friedrich Löper, Carl und Julius Löper setzte sie sich durch Landspenden für die Entwicklung des damaligen Vorortes von Alt-Berlin ein. Ihr Engagement erkannte die Stadt Berlin später durch Einordnung ihrer Grabstätte als Kulturdenkmal an. Die einzige erhaltene Grabanlage des früheren Friedhofs befindet sich im Lichtenberger Rathauspark.

## Leben und Wirken

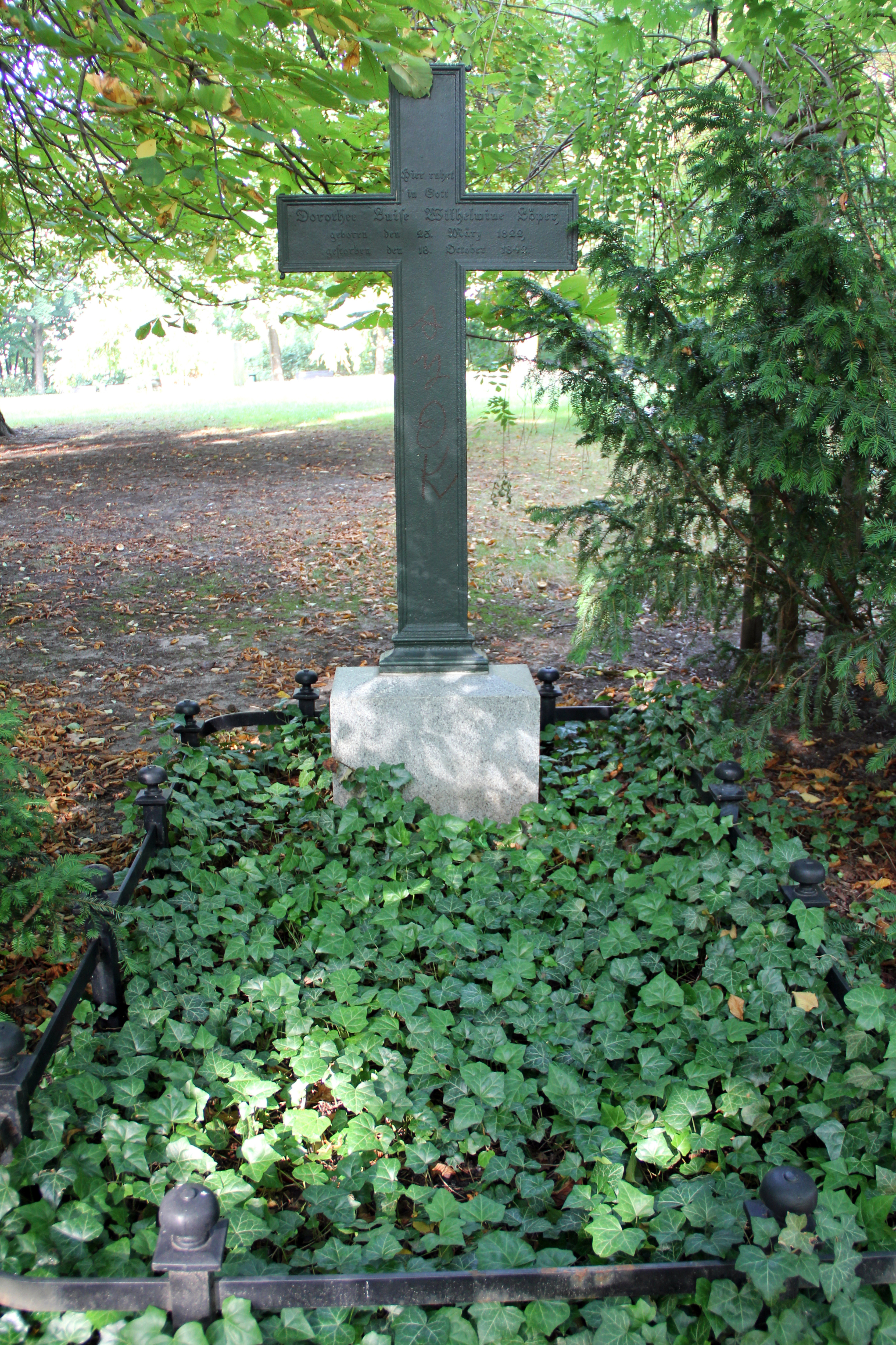
Grabstätte Wilhelmine Löper

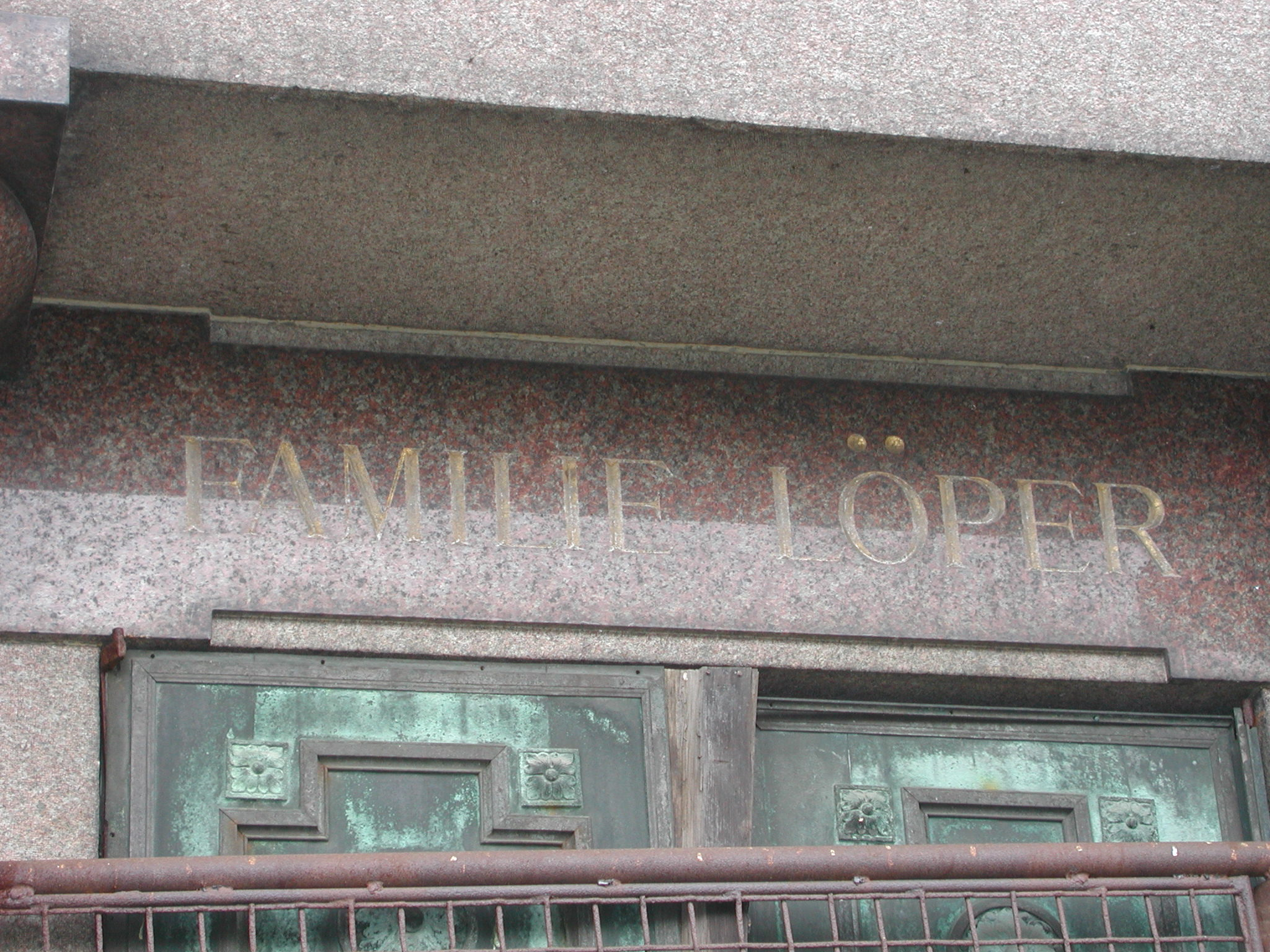
Mausoleum der Löperfamilie auf dem aufgelassenen Friedhof in der Gotlindestraße

Wilhelmine Loeper war wahrscheinlich die Ehefrau des Löpersohnes Julius und damit die Schwiegertochter des damaligen Dorfschulzen Martin Friedrich Löper (1781–1874) in Lichtenberg.
Im Jahr 1840 weist das Berliner Adressbuch die folgenden Mitglieder der Familie Löper aus: M(artin) F(riedrich) Löper, Bauergutsbesitzer und Gerichtsmann, J(ulius) Löper, Bauergutsbesitzer und Schulze in Friedrichsfelde sowie C(arl) Löper, Seidenwirker.
Die Familie Löper hatte der Gemeinde ab dem ersten Drittel des 19. Jahrhunderts aus ihrem Besitz viele Bauflächen zur Verfügung gestellt, auf denen Wohnbauten, Gewerbebauten und auch das Rathaus entstehen konnten. Zugleich setzten sie sich in der Verwaltung des Ortes zum Gemeinwohl ein, was das Wirtschafts- und Bevölkerungswachstum in Lichtenberg beschleunigte.
Der Platz um die Alte Pfarrkirche Lichtenberg, der frühere Dorfanger, später Wilhelmplatz, erhielt im Jahr 1914 den Namen der Gutsbesitzerfamilie: Loeperplatz.

## Anmerkung
1. ↑  Der bei Kaupert angegebene Standort des Löper-Mausoleums mit Plonzstraße ist falsch. In dieser Straße befand sich nach Überlieferungen nie ein Friedhof. Es ist auch nicht anzunehmen, dass das Mausoleum je umgesetzt worden ist. Die gedruckte Ausgabe des Luisenstädtischen Bildungsvereins nannte 1998 den Friedhof in der Gotlindestraße.